# Sphecosoma cognata
Sphecosoma cognata là một loài bướm đêm thuộc phân họ Arctiinae, họ Erebidae.